# Fabian Nürnberger
Fabian Nürnberger, né le 28 juillet 1999 à Hambourg en Allemagne, est un footballeur international bulgare qui évolue au poste de milieu défensif au SV Darmstadt.

## Biographie

### Jeunesse et formation
Né à Hambourg en Allemagne, Fabian Nürnberger est formé par le Hambourg SV, où il n'est pas conservé. Il rejoint ensuite l'Eintracht Norderstedt puis le Niendorfer TSV dans les divisions inférieures, avant d'arriver au FC Nuremberg, où il évolue alors comme arrière gauche.

### FC Nuremberg
Le 30 mai 2019, Fabian Nürnberger signe son premier contrat professionnel avec le FC Nuremberg. Il joue son premier match en professionnel 25 août 2019, lors d'une rencontre de championnat face au VfL Osnabrück. Il entre en jeu à la place de Tim Handwerker et son équipe remporte la partie sur le score de un but à zéro.
Il inscrit son premier but en deuxième division allemande le 23 novembre 2020, sur la pelouse du VfL Osnabrück (victoire 1-4).
Nürnberger s'impose comme un joueur régulier de l'équipe première, où il prend encore plus d'importance au cours de la saison 2021-2022.

### En sélection
Né en Allemagne d'un père allemand et d'une mère bulgare, Fabian Nürnberger peut jouer pour les deux pays en sélection. Il opte finalement pour le pays de sa mère et en août 2024 il est convoqué pour la première fois avec l'équipe nationale de Bulgarie.

## Statistiques
| Saison                | Club                  | Championnat           | Championnat | Championnat | Coupe(s) nationale(s) | Coupe(s) nationale(s) | Compétition(s) continentale(s) | Compétition(s) continentale(s) | Compétition(s) continentale(s) | Barrages Bundesliga | Barrages Bundesliga | Total | Total |
| Saison                | Club                  | Division              | M.          | B.          | M.                    | B.                    | Comp.                          | M.                             | B.                             | M.                  | B.                  | M.    | B.    |
| 2018-2019             | FC Nuremberg II       | RN Bayern             | 31          | 3           | -                     | -                     | -                              | -                              | -                              | -                   | -                   | 31    | 3     |
| 2020-2021             | FC Nuremberg II       | RN Bayern             | 1           | 0           | -                     | -                     | -                              | -                              | -                              | -                   | -                   | 1     | 0     |
| Sous-total            | Sous-total            | Sous-total            | 32          | 3           | 0                     | 0                     | -                              | 0                              | 0                              | 0                   | 0                   | 32    | 3     |
| 2019-2020             | FC Nuremberg          | 2.Bundesliga          | 16          | 0           | -                     | -                     | -                              | -                              | -                              | 2                   | 2                   | 18    | 2     |
| 2020-2021             | FC Nuremberg          | 2.Bundesliga          | 29          | 3           | 1                     | 0                     | -                              | -                              | -                              | -                   | -                   | 30    | 3     |
| 2021-2022             | FC Nuremberg          | 2.Bundesliga          | 31          | 3           | 2                     | 0                     | -                              | -                              | -                              | -                   | -                   | 33    | 3     |
| 2022-2023             | FC Nuremberg          | 2.Bundesliga          | 24          | 1           | 3                     | 0                     | -                              | -                              | -                              | -                   | -                   | 27    | 1     |
| Sous-total            | Sous-total            | Sous-total            | 100         | 7           | 6                     | 0                     | -                              | 0                              | 0                              | 2                   | 2                   | 108   | 9     |
| 2023-2024             | SV Darmstadt          | Bundesliga            | 14          | 0           | 1                     | 0                     | -                              | -                              | -                              | -                   | -                   | 15    | 0     |
| Total sur la carrière | Total sur la carrière | Total sur la carrière | 146         | 10          | 7                     | 0                     | -                              | 0                              | 0                              | 2                   | 2                   | 155   | 12    |